# 綾瀬天
綾瀬 天（あやせ てん、2000年6月10日 - ）は、日本の元AV女優。静岡県出身。リンクス所属。

## 略歴
静岡県出身。学生時代より、外見は真面目ながら、内面はエロい子として育ち、人の役に立つ仕事がしたかったこと、母親が作業療法士であったことから大学教授に導かれ、作業療法士となる。しかしエロへの欲求は抑えきれず、とにかくエロくみられたい、エッチなことが好きでできればそれも仕事にしたいと思ったこと。風俗は不特定多数の相手とするから不安だが、AVなら相手がプロなので安全なこと。3P など普段ではできないことが体験したいことからAV女優業を選択し自ら応募した。

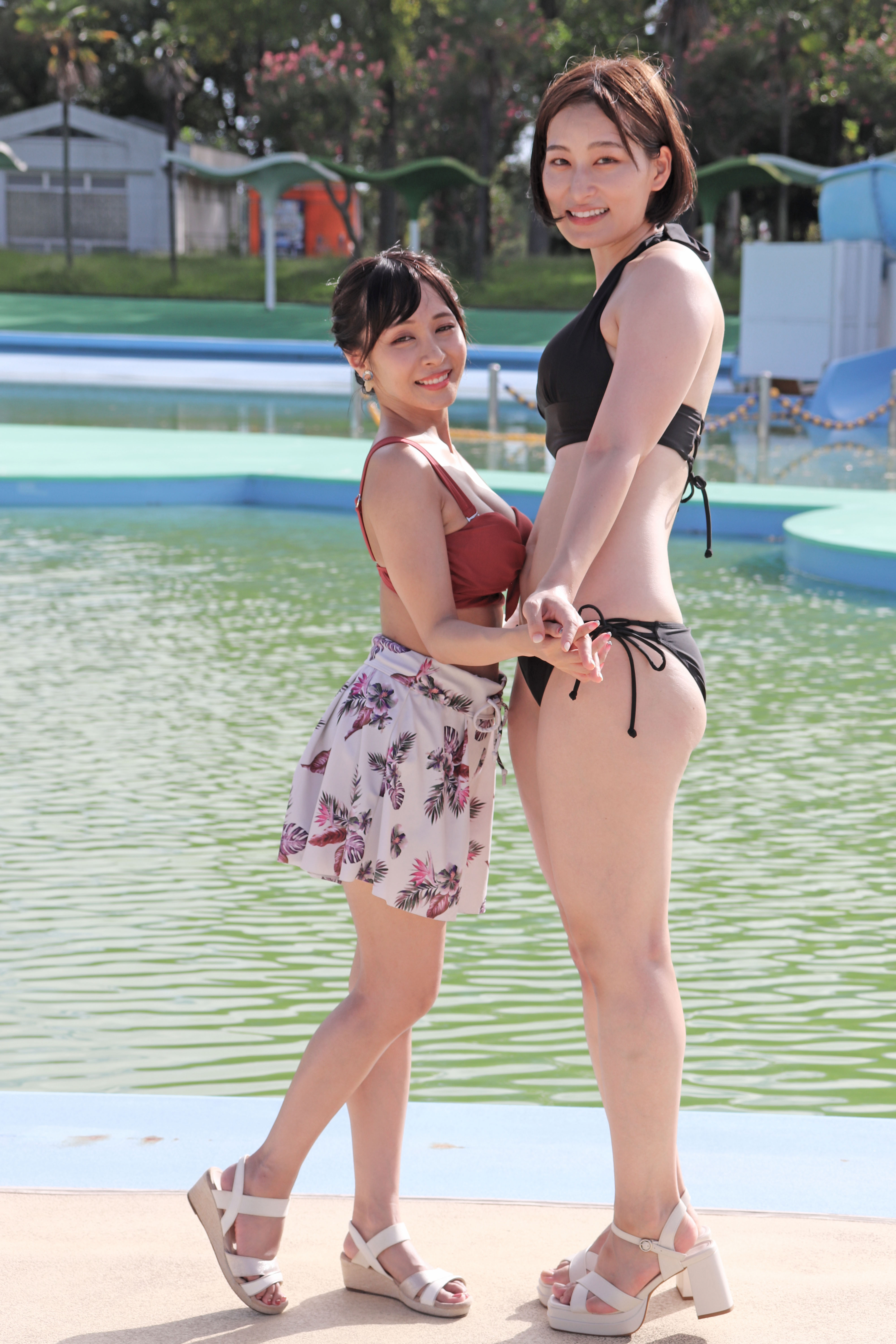
高身長が売りの綾瀬天。左はミニマムな逢見リカ

2023年11月8日配信開始、（同年12月7日正式発売）『天才的エロさ。クールに見えてよく笑うハニカミ笑顔の高身長女子。綾瀬天 AV DEBUT』でSODクリエイト専属AV女優としてデビュー。デビュー作は同年10月30日週FANZA通販フロアランキングでDVD版が初登場3位、Blu-ray版が初登場2位を記録したほか、11月6日週FANZA動画フロアランキングでは初登場2位を記録。通販フロア11月度月間女優ランキングでは新人ながら8位を記録した。
デビュー以降も上司の理解を得たうえで作業療法士として勤務を継続する。このため撮影やイベントの度に静岡から上京する往復生活を送る。同年12月3日、大規模イベント「SOD AKIHABARA JACK2023」の一環として行われた女子社員酒場でのグッズ即売会でファンとの初対面を果たした。
12月11日週FANZA通販フロアランキングにて、『天才的にエロい綾瀬天がヤリたいこと。全部初めて性欲開放絶頂3本番。綾瀬天』が初登場9位ランクイン。
2024年2月5日週、2月12日週FANZAレンタルフロアランキングにて、デビュー作が1位獲得。2月19日週同ランキングで第2位にランクイン。
2025年8月配信開始作品『SODSTAR綾瀬天 引退 祝砲107発ザーメンぶっかけ』をもってAV女優引退を発表。

## 人物
- 作業療法士でもある[3]。
- 学生時代サッカー部だったことからフットサルを趣味にしており、幼少時にピアノを習っていた経験から軽音楽部も履歴した。
- AVデビューまでの経験人数は3人[17]。
- ピラティスの資格を持っている[4]。
- 兼業を明かしている点については、作業療法士であるという情報を出していいかとデビュー作撮影時点で聞かれ、リハビリ職ながら自分でも説明が難しいこの職業を「もっと皆に知ってほしいという密かなエゴ」から公開するに至った[18]。
- 口下手なので、文字媒体か、セックスでコミュニケーション取ってきたといい[1]、インタビューではエロい目で見られることが好き。とても嬉しいと答えている。
- マネージャーからの印象は「すごい常識人かと思ったけど変な人だね（笑）」[1]。
- もともと濡れやすい体質で、プライベートでは初デートで手を繋いだだけで、びしょびしょになったことがあり[5]、デビュー作初絡みでは、キスだけでパンツがビショビショとなった[5]。無限アクメ体質を自認しているが[19]、撮影の際にはプロデューサーから「気持ちよさを全身で感じてるのはすごい。でもAV女優としては、もうちょっと男優さんを見るとか、意識できるといいね」と忠告も受けたという[5]。
- AVライター・芝田カズは「普段はニコニコの女のコが、すごい体ですごいSEXを見せてくれるんです。その落差にKOされました」とデビュー作が2023年発売作品で一番の作品と推している[5]。

## 作品

### アダルトビデオ
2023年
- 天才的エロさ。クールに見えてよく笑うハニカミ笑顔の高身長女子。綾瀬天 AV DEBUT（2023年12月7日、SODクリエイト）[17]
  - 天才的エロさ。クールに見えてよく笑うハニカミ笑顔の高身長女子。綾瀬天 AV DEBUT デビュー前の秘蔵映像収録DVDとパンティと写真セット（2023年12月7日、SODクリエイト）　※後述の配信作品を収めたDVDとの限定セット

2024年
- 天才的にエロい綾瀬天がヤリたいこと。全部初めて性欲開放絶頂3本番。綾瀬天（1月11日、SODクリエイト）[6][19]
- 173cm×Fカップ 長身美脚美女のピタコス5PLAY！ 綾瀬天（2月8日、SODクリエイト）
- 物静かで無口な長身OL彼女と。実は性欲旺盛でドスケベな俺だけが知るギャップが尊い。 綾瀬天（3月7日、SODクリエイト）
- 健康的な高身長極エロBODYから汗、涎、潮、体中の体液大量分泌！びしょ濡れ求め合い本気性交 綾瀬天（4月11日、SODクリエイト）[20]
- 一人前の客室乗務員になるため生理的に無理なセクハラ上司の性●要に染められていく新人CA 綾瀬天（5月9日、SODクリエイト）
- 長～い手足を絡み付かせチ●コ馬鹿になる騎乗位と乳首いじりで無限射精させてくれる種搾りサロン 綾瀬天（6月6日、SODクリエイト）
- ミステリアスで長身美人な愛人と本能のままにベロチュウ不倫。朝が来るまでヤリ狂う、2人。 綾瀬天（7月11日、SODクリエイト）[21]
- 綾瀬天、限界突破。終わらない激ピス大絶頂からの大量顔射11発。 綾瀬天（8月8日、SODクリエイト）[22]
- 【合宿輪●テロ】校内不倫している美人顧問を性処理係にして徹底的に理解らせたwww 綾瀬天（9月12日、SODクリエイト）
- 僕ら兄弟のことをこども扱いする無防備な長身長女が2年ぶりに帰省した日、長年のムラムラが爆発して川の字挟みエッチで取り合った。 綾瀬天（10月10日、SODクリエイト）[23]
- 人生初のナマ中出し解禁 綾瀬天【特典映像収録版】（11月7日、SODクリエイト）[24]
- 田舎に派遣されたピュアで真面目な新米ティーチャーAさん（23）は地元のわんぱくキッズの性欲処理を断れないッ！！ 綾瀬天（12月12日、SODクリエイト）[25]

2025年
- いいなり温泉旅行 綾瀬天（1月9日、SODクリエイト）[26]
- 正月休みで帰省中の外資系金融マン兄と地元のケータイショップで販売員をしている妹 リビングに両親がいるのに風呂場でこっそりぬるパコ密会 綾瀬天（2月6日、SODクリエイト）
- 完全監視リゾートバイト民宿 アルバイト先は管理人が隠しカメラを仕掛けまくった宿だった 狙われた気弱・長身女子大生 綾瀬天（3月6日、SODクリエイト）[27]
- 射精無限大Fカップ早漏ソープ 必ず10発抜いてくれる！笑顔で癒される神乳ボディ 三こすり半でイッちゃうお手軽体質 綾瀬天（4月10日、SODクリエイト）
- 1日中ひたすらとまらない連続中出し3本番SEX 家に帰るまでずっとマ〇コに精子入れっぱなし膣内射精12発 綾瀬天（5月8日、SODクリエイト）[28]
- マジックミラー号 スポーツ合宿に来ている禁欲中の運動部への性春お悩み相談 綾瀬天（6月12日、SODクリエイト）
- 洗脳ドリル レースクィーン編 綾瀬天（7月10日、SODクリエイト）
- 高級肉便器。完ぺきなドM女お貸しします。綾瀬天（8月7日、SODクリエイト）[29]
- SODSTAR綾瀬天 引退 祝砲107発ザーメンぶっかけ（9月11日、SODクリエイト）

#### 配信限定
- AVデビュー前の秘蔵映像公開！クールに見えてよく笑う！エッチ大好き高身長女子！綾瀬天（2023年11月21日、SODクリエイト）※配信限定

### イメージビデオ
- Ten Flawless・綾瀬天（2024年3月21日、REbecca）[30]